# Compsibidion reichardti
Compsibidion reichardti är en skalbaggsart som först beskrevs av Martins 1962.  Compsibidion reichardti ingår i släktet Compsibidion och familjen långhorningar. Inga underarter finns listade i Catalogue of Life.